# Aeropuerto Bert Mooney
El Aeropuerto Bert Mooney o el Bert Mooney Airport (IATA: BTM, OACI: KBTM, FAA LID: BTM), es un aeropuerto público localizado a tres millas (5 km) al sureste del distrito financiero de Butte, una ciudad en el condado de Silver Bow, Montana, Estados Unidos. Es propiedad por la Autoridad del Aeropuerto Bert Mooney.
El nombre del aeropuerto fue cambiado en 1972 en honor a Bert Mooney, un aviador de Butte que fue el primero en llevar por aire el correo postal hacia el Parque nacional Yellowstone en 1935. Antes de este nombre se llamaba Aeropuerto Municipal de Butte (desde su apertura en 1926) y Aeropuerto del Condado de Silver Bow desde 1960-1972.  

## Incidentes
El 22 de marzo de 2009 alrededor de las 3:17 PM, un Pilatus PC-12 que volaba desde Oroville, California se estrelló en el Cementerio Holy Cross a 500 pies del aeropuerto, matando 14 personas.

## Aerolíneas y destinos

### Destinos nacionales
| Ciudades       | Aeropuerto                                 | Aerolíneas      |
| Estados Unidos | Estados Unidos                             | Estados Unidos  |
| -------------- | ------------------------------------------ | --------------- |
| Colorado       |                                            |                 |
| Denver         | Aeropuerto Internacional de Denver         | United Airlines |
| Utah           |                                            |                 |
| Salt Lake City | Aeropuerto Internacional de Salt Lake City | Delta Air Lines |

## Servicio de antiguas aerolíneas
- Western Airlines 1926-1988 (fusionada con Delta)
- Delta Airlines 1988-1994
- Northwest Airlines 1933-1983
- Horizon Airlines 1991-2008
- Big Sky Airlines